# Љубомир Кољић
Љубомир Кољић (Београд, 1927 - Београд, 2011) био је српски глумац-луткар, аниматор. Завршио је Рударски факултет у Београду, али се за глуму определио још у студентским данима. Играо је на више сцена док се није определио за Мало позориште у којем је играо од почетка педесетих година.
Одиграо је 46 представа.